# Campeonato Europeo de Piragüismo en Eslalon de 2021
El XXII Campeonato Europeo de Piragüismo en Eslalon se celebró en Ivrea (Italia) entre el 6 y el 9 de mayo de 2021 bajo la organización de la Asociación Europea de Piragüismo (ECA) y la Federación Italiana de Piragüismo.
Las competiciones se realizaron en el canal de piragüismo conocido como Stadio della Canoa.

## Medallistas

### Masculino
| Evento                 | Oro                                                                       | Plata                                                                    | Bronce                                                                   |
| ---------------------- | ------------------------------------------------------------------------- | ------------------------------------------------------------------------ | ------------------------------------------------------------------------ |
| K1 individual (08.05)  | Vít Přindiš · República Checa · 81,90 pts.                                | Giovanni De Gennaro · Italia · 82,65 pts.                                | Peter Kauzer Eslovenia 82,92 pts.                                        |
| C1 individual (09.05)  | Denis Gargaud-Chanut Francia 87,55                                        | Matej Beňuš · Eslovaquia · 88,65                                         | Sideris Tasiadis · Alemania · 89,47                                      |
| K1 por equipos (07.05) | Jiří Prskavec · Vavřinec Hradilek · Vít Přindiš · República Checa · 88,54 | Hannes Aigner · Tim Maxeiner · Stefan Hengst · Alemania · 90,16          | Bradley Forbes-Cryans Joseph Clarke Christopher Bowers Reino Unido 90,85 |
| C1 por equipos (07.05) | Alexander Slafkovský · Michal Martikán · Matej Beňuš · Eslovaquia · 91,86 | Roberto Colazingari · Raffaello Ivaldi · Flavio Micozzi · Italia · 96,01 | Benjamin Savšek Luka Božič Nejc Polenčič Eslovenia 99,38                 |

### Femenino
| Evento                 | Oro                                                                        | Plata                                                                       | Bronce                                                                                      |
| ---------------------- | -------------------------------------------------------------------------- | --------------------------------------------------------------------------- | ------------------------------------------------------------------------------------------- |
| K1 individual (08.05)  | Corinna Kuhnle · Austria · 91,42 pts.                                      | Eva Terčelj Eslovenia 91,89 pts.                                            | Ricarda Funk · Alemania · 95,34 pts.                                                        |
| C1 individual (09.05)  | Miren Lazkano · España · 102,15                                            | Tereza Fišerová · República Checa · 102,51                                  | Elena Apel · Alemania · 104,01                                                              |
| K1 por equipos (07.05) | Kimberley Woods Fiona Pennie Mallory Franklin Reino Unido 105,79           | Corinna Kuhnle · Antonia Oschmautz · Viktoria Wolffhardt · Austria · 107,98 | Kateřina Minařík Kudějová · Veronika Vojtová · Antonie Galušková · República Checa · 111,60 |
| C1 por equipos (07.05) | Simona Glejteková · Zuzana Paňková · Monika Škáchová · Eslovaquia · 112,22 | Kimberley Woods Mallory Franklin Sophie Ogilvie Reino Unido 116,51          | Marjorie Delassus Lucie Prioux Angèle Hug Francia 122,58                                    |

### Eslalon extremo
| Evento               | Oro                                         | Plata                    | Bronce                             |
| -------------------- | ------------------------------------------- | ------------------------ | ---------------------------------- |
| K1 masculino (09.05) | Vít Přindiš · República Checa               | Dimitri Marx · Suiza     | Joseph Clarke Reino Unido          |
| K1 femenino (09.05)  | Kateřina Minařík Kudějová · República Checa | Corinna Kuhnle · Austria | Veronika Vojtová · República Checa |

## Medallero
| Núm. | País            | Oro | Plata | Bronce | Total |
| ---- | --------------- | --- | ----- | ------ | ----- |
| 1    | República Checa | 4   | 1     | 2      | 7     |
| 2    | Eslovaquia      | 2   | 1     | 0      | 3     |
| 3    | Austria         | 1   | 2     | 0      | 3     |
| 4    | Reino Unido     | 1   | 1     | 2      | 4     |
| 5    | Francia         | 1   | 0     | 1      | 2     |
| 6    | España          | 1   | 0     | 0      | 1     |
| 7    | Italia          | 0   | 2     | 0      | 2     |
| 8    | Alemania        | 0   | 1     | 3      | 4     |
| 9    | Eslovenia       | 0   | 1     | 2      | 3     |
| 10   | Suiza           | 0   | 1     | 0      | 1     |
|      | TOTAL           | 10  | 10    | 10     | 30    |